# Gare d’Avranches
Gare d'Avranches – stacja kolejowa w Avranches, w departamencie Manche, w regionie Normandia, we Francji.
Stacja została otwarta w 1878 przez Compagnie des chemins de fer de l'Ouest. Dziś jest stacją Société nationale des chemins de fer français (SNCF), obsługiwaną przez pociągi TER Basse-Normandie między Rennes i Caen, a w sezonie letnim między Saint-Malo i Granville poprzez Pontorson - Mont-Saint-Michel.